# Stazione meteorologica di Verghereto
La stazione meteorologica di Verghereto è la stazione meteorologica di riferimento relativa alla località di Verghereto.

## Coordinate geografiche
La stazione meteorologica si trova nell'Italia nord-orientale, in Emilia-Romagna, in provincia di Forlì-Cesena, nel comune di Verghereto, a 812 metri s.l.m. e alle coordinate geografiche 43°47′N 12°01′E.

## Dati climatologici
In base alla media trentennale di riferimento 1961-1990, la temperatura media del mese più freddo, gennaio, si attesta a +0,6 °C; quella del mese più caldo, agosto, è di +20,2 °C .
| Verghereto         | Mesi | Mesi | Mesi | Mesi | Mesi | Mesi | Mesi | Mesi | Mesi | Mesi | Mesi | Mesi | Stagioni | Stagioni | Stagioni | Stagioni | Anno |
| Verghereto         | Gen  | Feb  | Mar  | Apr  | Mag  | Giu  | Lug  | Ago  | Set  | Ott  | Nov  | Dic  | Inv      | Pri      | Est      | Aut      | Anno |
| ------------------ | ---- | ---- | ---- | ---- | ---- | ---- | ---- | ---- | ---- | ---- | ---- | ---- | -------- | -------- | -------- | -------- | ---- |
| T. max. media (°C) | 3,3  | 4,7  | 8,0  | 12,5 | 17,2 | 21,9 | 25,3 | 25,4 | 21,2 | 14,8 | 9,0  | 5,6  | 4,5      | 12,6     | 24,2     | 15,0     | 14,1 |
| T. min. media (°C) | −2,1 | −1,3 | 0,9  | 4,9  | 8,7  | 12,6 | 15,0 | 15,0 | 12,3 | 8,0  | 3,5  | 0,2  | −1,1     | 4,8      | 14,2     | 7,9      | 6,5  |

### Temperature estreme mensili dal 1925 ad oggi
Nella tabella sottostante sono riportate le temperature massime e minime assolute mensili, stagionali ed annuali dal 1925 ad oggi, con il relativo anno in cui queste sono state registrate. La massima assoluta del periodo esaminato di +39,0 °C è dell'agosto 2017, mentre la minima assoluta di -16,7 °C risale al febbraio 1929.
| Verghereto (1925-2023) | Mesi         | Mesi         | Mesi         | Mesi        | Mesi        | Mesi        | Mesi        | Mesi        | Mesi        | Mesi        | Mesi         | Mesi         | Stagioni | Stagioni | Stagioni | Stagioni | Anno  |
| Verghereto (1925-2023) | Gen          | Feb          | Mar          | Apr         | Mag         | Giu         | Lug         | Ago         | Set         | Ott         | Nov          | Dic          | Inv      | Pri      | Est      | Aut      | Anno  |
| ---------------------- | ------------ | ------------ | ------------ | ----------- | ----------- | ----------- | ----------- | ----------- | ----------- | ----------- | ------------ | ------------ | -------- | -------- | -------- | -------- | ----- |
| T. max. assoluta (°C)  | 19,0 (2008)  | 23,5 (2021)  | 25,0 (1993)  | 28,3 (2011) | 34,0 (2009) | 36,5 (1935) | 37,0 (2017) | 39,0 (2017) | 34,0 (2017) | 27,7 (1971) | 23,0 (1996)  | 22,0 (2021)  | 23,5     | 34,0     | 39,0     | 34,0     | 39,0  |
| T. min. assoluta (°C)  | −15,9 (1979) | −16,7 (1929) | −16,0 (1971) | −6,9 (2003) | −3,1 (1957) | 2,1 (1953)  | 5,5 (1957)  | 3,4 (1989)  | 0,5 (1936)  | −3,6 (1972) | −10,6 (1971) | −14,0 (1970) | −16,7    | −16,0    | 2,1      | −10,6    | −16,7 |